# Meningitis eosinofílica
La meningitis eosinofílica es un tipo de meningitis que se caracteriza por la existencia de al menos un 10% de eosinófilos en el recuento de leucocitos totales de una muestra de líquido cefalorraquídeo o más de 600 eosinófilos por mm³ en una muestra de sangre periférica. La cáusa más frecuente en el ser humano es infección por el nematodo Angiostrongylus cantonensis. El huésped definitivo de este parásito es la rata, los humanos resultan infectados cuando ingieren larvas, generalmente por consumo de huéspedes intermediarios como caracoles o moluscos mal cocinados o crudos.

## Etiología
La mayor parte de los casos se deben a infecciones por parásitos, incluyendo las siguientes:
- Angiostrongiliasis. Provocada por larvas de Angiostrongylus cantonensis.
- Cisticercosis. Causada por larvas de Taenia solium.
- Coenurosis. Causada por la forma larvaria de difererentes tipos de tenia, T. multiceps, T. serialis y T. brauni.
- Triquinelosis. Causada por formas larvarias de nematodos del género Trichinella.
- Esquistosomiasis. Enfermedad parasitaria producida por gusanos platelmintos de la clase trematodos del género Schistosoma.
- Gnatostomiasis. Producida por formas larvarias de  nematodos del género Gnathostoma.

En ocasiones se debe a procesos no infecciosos, entre ellos:
- Esclerosis múltiple.
- Efecto secundario de algunos fármacos.
- Síndrome hipereosinofílico.
- Algunos tipos de cáncer. Los asociados con más frecuencia son leucemia, linfoma y enfermedad de Hodgkin.

## Síntomas
Los síntomas más frecuentes son dolor de cabeza persistente, más intenso en la región occipital y temporal, náuseas y vómitos, dolor en el cuello y síndrome meníngeo. En ocasiones aparecen manifestaciones neurológicas, entre ellas parestesias, hiperestesia y debilidad o parálisis. La fiebre no es un síntoma habitual, aunque puede existir.